# Jerzy Kalisiak
Jerzy Kalisiak (ur. 1942, zm. 14 stycznia 2009) – polski ekonomista, profesor doktor habilitowany. 

## Życiorys
Habilitację uzyskał w wieku 34 lat, a w wieku 38 w 1980 tytuł profesora. W uznaniu zasług w dziedzinie ekonomii został wyróżniony tytułem profesora belwederskiego, będąc wówczas najmłodszym profesorem belwederskim w kraju. Był stypendystą Fulbrighta na Uniwersytecie Pensylwanii. 
Karierę akademicką rozpoczął jako wykładowca w Szkole Głównej Planowania i Statystyki w Warszawie, był tam dziekanem. W 1991  brał udział w tworzeniu Wyższej Szkoły Zarządzania / Polish Open University, której był później rektorem. Od 1996 doktor honoris causa Thames Valley University, a od 2005 Oxford Brookes University.
Zmarł w wyniku choroby nowotworowej.

## Odznaczenia
- Krzyż Kawalerski Orderu Odrodzenia Polski
- Krzyż Oficerski Orderu Odrodzenia Polski 13 grudnia 2000
- Medal Komisji Edukacji Narodowej 30 września 1997[4]

## Publikacje
- ”Badanie efektywności ekonomicznej postępu techniczno-organizacyjnego: na przykładzie przemysłu przetwórczego Japonii, Niemieckiej Republiki Federalnej, Polski i Stanów Zjednoczonych” (Państwowe Wydawnictwo Naukowe, Warszawa, 1973 r.)